# Wojskowy Sąd Garnizonowy we Wrocławiu

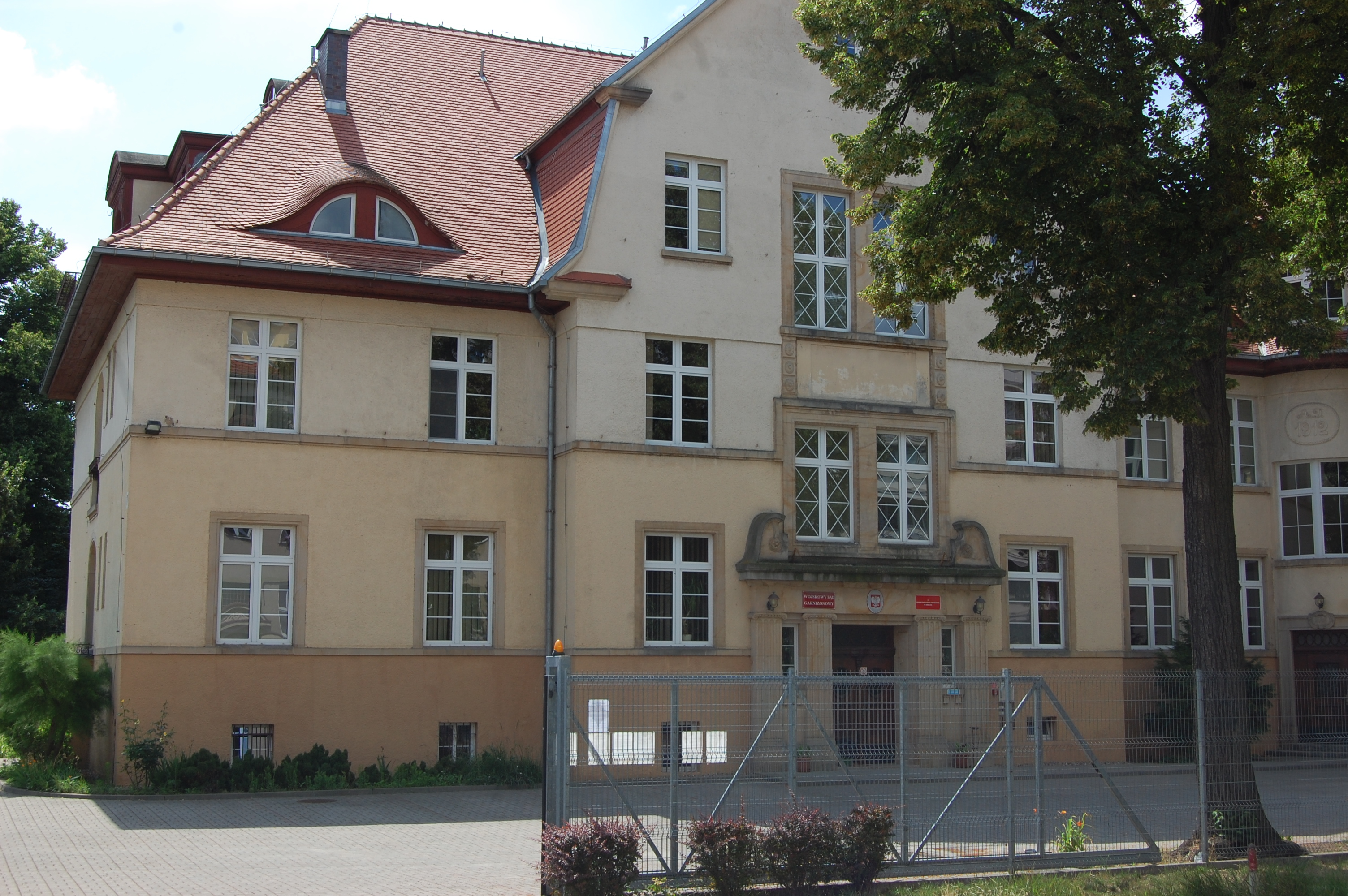
Budynek, siedziba Wojskowego Sądu Garnizonowego we Wrocławiu

Wojskowy Sąd Garnizonowy we Wrocławiu (WSG we Wrocławiu) – jednostka konstytucyjna wojskowego wymiaru sprawiedliwości, jako jeden z dziewięciu obecnie funkcjonujących sądów wojskowych Sił Zbrojnych Rzeczypospolitej Polskiej. Został powołany z dniem 1 lipca 1996 roku na mocy Rozporządzenia Ministra Obrony Narodowej z dnia 20 lutego 1996 r. w sprawie utworzenia i zniesienia sądów wojskowych oraz określenia ich siedzib i obszarów właściwości.
Przejął siedzibę przy ul. Saperów 22-24 we Wrocławiu i mienie, zniesionego z dniem 30 czerwca 1996 roku Sądu Śląskiego Okręgu Wojskowego we Wrocławiu. Na mocy Zarządzenia Prezesa Izby Wojskowej Sądu Najwyższego, w sprawie reorganizacji sądownictwa wojskowego, został ustanowiony następcą prawnym zniesionego sądu. Swoją właściwością obejmuje województwa: dolnośląskie, opolskie i śląskie.
Orzecznictwu sądów wojskowych w Rzeczypospolitej Polskiej, zgodnie z przepisami Kodeksu postępowania karnego, podlegają sprawy żołnierzy w czynnej służbie wojskowej o przestępstwa wojskowe, popełnione przeciwko innemu żołnierzowi lub organowi wojskowemu, a także przestępstwa popełnione podczas lub w związku z pełnieniem obowiązków służbowych, na terenie obiektu wojskowego, na szkodę wojska oraz o przestępstwa popełnione za granicą podczas użycia lub pobytu Sił Zbrojnych RP poza granicami państwa.
Instancją odwoławczą dla Wojskowego Sądu Garnizonowego we Wrocławiu jest Wojskowy Sąd Okręgowy w Poznaniu.
Działalność sądu reguluje Ustawa z dnia 21 sierpnia 1997 r. „Prawo o ustroju sądów wojskowych”.

## Prezesi sądu
- od 1 lipca 1996 do 11 sierpnia 1996 – płk sędzia Stanisław Żółtański
- od 11 sierpnia 1996 r. do 27 sierpnia 2018 r. – płk sędzia Krzysztof Winnicki
- od 28 sierpnia  2018 r. – płk sędzia Michał Rogowski – w obowiązującym systemie kadencyjności pełni drugą kadencję[7].